# ASB Classic 2017
L'ASB Classic 2017 è stato un torneo di tennis giocato all'aperto sul cemento. È stata la 34ª edizione del torneo femminile, che fa parte della categoria International nell'ambito del WTA Tour 2017 e la 61ª edizione del torneo maschile, che fa parte della categoria ATP Tour 250 nell'ambito del ATP World Tour 2017. Entrambi i tornei si sono giocano all' ASB Tennis Centre di Auckland, in Nuova Zelanda, quello femminile dal 2 gennaio 2017 al 7 gennaio 2017 e quello maschile dal 9 al 14 gennaio.

## Partecipanti ATP

### Teste di serie
| Giocatrice  | Nazionalità           | Ranking* | Testa di serie |
| ----------- | --------------------- | -------- | -------------- |
| Spagna      | Roberto Bautista Agut | 14       | 1              |
| Stati Uniti | John Isner            | 19       | 2              |
| Spagna      | David Ferrer          | 21       | 3              |
| Stati Uniti | Jack Sock             | 23       | 4              |
| Spagna      | Albert Ramos Viñolas  | 27       | 5              |
| Spagna      | Feliciano López       | 28       | 6              |
| Stati Uniti | Steve Johnson         | 33       | 7              |
| Cipro       | Marcos Baghdatis      | 36       | 8              |

* Ranking al 2 gennaio 2016.

### Altri partecipanti
I seguenti giocatori hanno ricevuto una wildcard per il tabellone principale:
- Dustin Brown
- Artem Sitak
- Michael Venus

I seguenti giocatori sono passate dalle qualificazioni:

- Ryan Harrison
- Brydan Klein
- Michael Mmoh
- Finn Tearney

Il seguente giocatore è entrato in tabellone come lucky loser:
- Jose Statham

## Partecipanti WTA

### Teste di serie
| Giocatrice  | Nazionalità              | Ranking* | Testa di serie |
| ----------- | ------------------------ | -------- | -------------- |
| Stati Uniti | Serena Williams          | 2        | 1              |
| Stati Uniti | Venus Williams           | 17       | 2              |
| Danimarca   | Caroline Wozniacki       | 19       | 3              |
| Rep. Ceca   | Barbora Strýcová         | 20       | 4              |
| Paesi Bassi | Kiki Bertens             | 22       | 5              |
| Russia      | Anastasija Pavljučenkova | 27       | 6              |
| Lettonia    | Jeļena Ostapenko         | 44       | 7              |
| Giappone    | Naomi Ōsaka              | 47       | 8              |

* Ranking al 26 dicembre 2016.

### Altre partecipanti
Le seguenti giocatrici hanno ricevuto una wildcard per il tabellone principale:
- Marina Eraković
- Jade Lewis
- Antonia Lottner

Le seguenti giocatrici sono passate dalle qualificazioni:

- Mona Barthel
- Jamie Loeb
- Arina Rodionova
- Barbora Štefková

## Campioni

### Singolare maschile
Jack Sock ha sconfitto in finale  João Sousa con il punteggio di 6–3, 5–7, 6–3.
- È il secondo titolo in carriera per Sock.

### Singolare femminile
Lauren Davis ha sconfitto in finale  Ana Konjuh con il punteggio di 6–3, 6–1.
- È il primo titolo in carriera per Davis.

### Doppio maschile
Marcin Matkowski /  Aisam-ul-Haq Qureshi hanno sconfitto in finale  Jonathan Erlich /  Scott Lipsky con il punteggio di 1–6, 6–2, [10–3].

### Doppio femminile
Kiki Bertens /  Johanna Larsson hanno sconfitto in finale  Demi Schuurs /  Renata Voráčová con il punteggio di 6–2, 6–2.